# Ali Al-Rekabi
Ali Al-Rekabi (ur. 15 grudnia 1986) – kanadyjski zapaśnik walczący w stylu wolnym. Brązowy medalista mistrzostw panamerykańskich w 2016 i mistrzostw Wspólnoty Narodów w 2013 i 2016 roku.